# Сімона Квадарелла
Сімона Квадарелла (італ. Simona Quadarella; нар. 18 грудня 1998, Рим, Італія) — італійська плавчиня. Вона брала участь в жіночому змаганні з фрістайлу на 1500 метрів на Чемпіонаті світу з водних видів спорту 2017 року, завоювавши бронзову медаль. Чемпіонка світу 2015 року в Сінгапурі.
Переможниця Літньої Універсіади 2017 року в запливі на 800 та 1500 м вільним стилем.
Перший представник Італії на Літніх юнацьких Олімпійських іграх 2014 року у Нанкіні, який здобув золоту медаль у плаванні вільним стилем на дистанції 800 метрів.
Дворазова чемпіонка Європи на молодіжному чемпіонаті в Дордрехті.
Спецалізується на дистанціях 800 та 1500 м вільним стилем, але також виступає на дистанціях 200 та 400 м вільним стилем, а також — 400 м зиішаним стилем.
Виступає за клуби  Fiamme Rosse/Circolo Canottieri Aniene й тренувалася під керівництвом колишнього олімпійського чемпіона з плавання Крістіана Мінотті.
Входить до Національного об'єднання ветеранів спорту (UNVS) як член-волонтер.

## Кар'єра

### 2006–2010
З 8 років виступала в спортивній секції DELTA ROME (муніципальний басейн Оттавія — Рим), під керівництвом тренера Марко ді Лоренцо, вже у віці 6 років займалася у секторі преагоністики.

### 2010: початок
Вона приєдналася до Società Sportiva Circolo Canottieri Aniene, у відділення Ragazzi, і відразу ж продемонструала чудовий характер, конкурентну стійкість і та величезну самовідданість та жертовність.

### 2012
- Березень 2012 року — 3 місце на зимовому дитячому чемпіонаті Італії з плавання на дистанції 800 м (9'01"78)
- Серпень 2012 року — 2 місце на літньому дитячому чемпіонаті Італії з плавання на дистанції 800 м (8'57"58)
- Серпень 2012 року — 3 місце на літньому дитячому чемпіонаті Італії з плавання на дистанції 400 м (4'25"66)

### 2013
- Березень 2013 року — 3 місце на зимовому підлітковому чемпіонаті Італії з плавання на дистанції 800 м (8'43"42)
- Березень 2013 року — 3 місце на зимовому підлітковому чемпіонаті Італії з плавання на дистанції 400 м (4'18"05)

### 2014
- Березень 2014 року — 1 місце на зимовому юнацькому чемпіонаті Італії з плавання на дистанції 400 м (4'46"04)
- Березень 2014 року — 1 місце на зимовому юнацькому чемпіонаті Італії з плавання на дистанції 800 м (8'30"78)
- Березень 2014 року — 2 місце на зимовому юнацькому чемпіонаті Італії з плавання на дистанції 400 м (4'12"35)
- Серпень 2014 року — 1 місце на літньому юнацькому чемпіонаті Італії з плавання на дистанції 800 м (8'44"16)
- Серпень 2014 року — 1 місце на зимовому юнацькому чемпіонаті Італії з плавання на дистанції 400 м (4'14"05)

### 2015
- Березень 2015 року — 2 місце на зимовому молодіжному чемпіонаті Італії з плавання на дистанції 400 м (4'09"40)
- Березень 2015 року — 1 місце на зимовому молодіжному чемпіонаті Італії з плавання на дистанції 800 м (8'26"13)
- Березень 2015 року — 1 місце на зимовому молодіжному чемпіонаті Італії з плавання на дистанції 400 м (4'42"97)
- Серпень 2015 року — 2 місце на літньому молодіжному чемпіонаті Італії з плавання на дистанції 400 м (4'15"17)
- Серпень 2015 року — 1 місце на літньому молодіжному чемпіонаті Італії з плавання на дистанції 400 м (4'15"17)

### Чемпіонат світу 2017 року в Будапешті
На дебютному для себе Чемпіонаті світу з плавання в Будапешті 2017 року виграла бронзову медаль на дистанції 1500 м вільноим стилем з часом 15'53"86, десятим найкращим показником на цій дистанції за час проведення чемпіонатів світу на цій дистанції, Сімона встановила новий особистий рекорд, покращивши свій результат майже на 10 секунд у порівнянні з попередній змаганням на Sette Colli di Roma (16'03"55, 23 червня 2017 року). Її час також є другим італійським результатом в історії Італії, рекорд тримається ще з часів Алєссії Філіппі — 15'44"93 (встановлений під час Чемпіонату світу з плавання у Римі 2009 року).

### Чемпіонат Європи на короткій воді 2017
На своєму дебютному Чемпіонаті Європи з плавання на короткій воді 2017 року в Копенгагені виграла бронзову медаль на дистанції 800 м вільним стилем з часом 8'16"53, показавши 8-й найкращий час сезону на цій дистанції, і встановила новий особистий рекорд (попередній 8'17"92 — 11 листопада 2017 року). Цей результат також став третім найкращим часом в історії італійських спортсменів.

### Національні змагання та всеіталійський чемпіонат
- Серпень 2014 — Бронза на Літньому чемпіонаті Італії з плавання на дистанції 1500 м з результатом 16'26"60 — італійський рекорд серед юніорів та молоді.
- Квітень 2015 — Срібло на Весняному чемпіонаті Італії з плавання на дистанції 1500 м з результатом 16'28"75
- Грудень 2015 — Срібло на Зимовому чемпіонаті Італії з плавання на дистанції 800 м з результатом 8'32"32
- Грудень 2015 — Срібло на Зимовому чемпіонаті Італії з плавання на дистанції 1500 м з результатом 16'25"72
- Квітень 2016 — Золото на Весняному чемпіонаті Італії з плавання на дистанції 800 м з результатом 8'28"06 - Рекорд чемпіонату Італії з плавання - рекорд чемпіонату Італії з плавання серед кадетів та молоді
- Квітень 2016 — Золото на Літньому чемпіонаті Італії з плавання на дистанції 4x200 м з результатом 8'03"48 - Тренувальні запливи з СС АНЕНЕ А: Ракель КЕРАЧЧІ; Маргеріта ПАНЦІЄРА; Сімона КВАДАРЕЛЛА; Федеріка ПЕЛЛЕГРІНІ
- Квітень 2016 — Золото на Весняному чемпіонаті Італії з плавання на дистанції 1500 м з результатом 16'15"39
- Грудень 2016 — Золото на Зимовому чемпіонаті Італії з плавання на дистанції 800 м з результатом 8'28"05
- Грудень 2016 — Золото на Зимовому чемпіонаті Італії з плавання на дистанції 1500 м з результатом 16'10"61
- Квітень 2017 — Срібло на Весняному чемпіонаті Італії з плавання на дистанції 400 м з результатом 4'08"16
- Квітень 2017 — Золото на Весняному чемпіонаті Італії з плавання на дистанції 800 м з результатом 8'25"08 (дозволив кваліфікуватися на Чемпіонат світу з плавання 2017 року в Будапешті)
- Квітень 2017 — Золото на Весняному чемпіонаті Італії з плавання на дистанції 4х200 м з результатом 8'01"21 — Тренувальні запливи з СС АНЕНЕ А: Ракель КЕРАЧЧІ; Маргеріта ПАНЦІЄРА; Сімона КВАДАРЕЛЛА; Федеріка ПЕЛЛЕГРІНІ
- Квітень 2017 — Золото на Весняному чемпіонаті Італії з плавання на дистанції 1500 м з результатом 16'10"66 (дозволив кваліфікуватися на Чемпіонат світу з плавання 2017 року в Будапешті)
- Грудень 2017 — Золото на Зимовому чемпіонаті Італії з плавання на дистанції 800 метрів з результатом 8'19"34
- Грудень 2017 — Золото на Зимовому чемпіонаті Італії з плавання на дистанції 400 метрів з результатом 4'04"64
- Квітень 2018 — Золото на чемпіонаті Італії з плавання на дистанції 800 м з результатом 8'25"82 (дозволив кваліфікуватися на Чемпіонаті Європи з плавання 2018 року у Глазго)
- Квітень 2018 — Золото на чемпіонаті Італії з плавання на дистанції 1500 м з результатом 15'57"66 (дозволив кваліфікуватися на Чемпіонаті Європи з плавання 2018 року у Глазго)
- Квітень 2018 — Золото на чемпіонаті Італії з плавання на дистанції 400 м з результатом 4'06"78 (дозволив кваліфікуватися на Чемпіонаті Європи з плавання 2018 року у Глазго)

## Особисті досягнення

### Рекорди Італії в категоріях
- Січень 2014 — італійський рекорд (неофіційний) у категорії юніори та кадетів на дистанції 1500 м на чемпіонаті з плавання на короткій воді з часом 16'28"93
- Липень 2014 — італійський юніорський рекорд на молодіжному чемпіонаті Європи в Дордрехті серед юніорів на дистанції 1500 м на довгій воді з результатом 16'30"37 — Молодіжний рекорд Італії з плавання
- Серпень 2014 — італійська юніорський рекорд (у Римі під час абсолютного чемпіонату Італії) на дистанції 1500 м на довгій воді з результатом 16'26"60 — Молодіжний рекорд Італії з плавання
- Серпень 2014 — італійський рекорд на молодіжних олімпійських іграх у Нанкіні на дистанції 800 м на довгій воді з результатом 8'35"39 — Молодіжний рекорд Італії з плавання
- Лютий 2015 — італійська кадетський рекорд на дистанції 1500 м на короткій воді з результатом 16'15"47
- 10 серпня 2015 —  італійська курсантський рекорд на дистанції 4X200 м з результатом 8'17"15
- 11 серпня 2015 — італійська курсантський рекорд на дистанції 4X100 м з результатом 3'48"79

Тренувальна естафета (4х100 та 4х200 м): Ракеле КЕРАЧЧІ; Софія ЮРАШЕК; Джулія СПАЗЯНІ; Сімона КВАДАРЕЛЛА
- 29 серпня 2015 — рекорд молодіжного чемпіонату Італії з плавання та потрапляння на Чемпіонат світу з плавання молоді (рекордний на чемпіонат світу з плаванняна дистанції 1500 м), другий результата серед італійських змагань, 16'05"61, перший — 15'44"93, встановлений багаторазовою чемпіонкою світу Алесією Філіппі.
- 5 березня 2016 — італійська кадетський рекорд на дистанції 800 м на короткій воді з результатом 8'23"75
- 1 квітня 2016 — італійська курсантський рекорд на дистанції 4x200 м на короткій воді з результатом 8'04"80

Тренувальна естафета: Ракеле КЕРАЧЧІ; Софія ЮРАШЕК; Вероніка САНТОНІ; Сімона КВАДАРЕЛЛА
- 3 квітня 2016 — італійська кадетський рекорд на дистанції 800 м на короткій воді з результатом 8'23"45
- 20 квітня 2016 — італійська кадетський рекорд на дистанції 800 м на довгій воді з результатом 8'28"06 (5-ий найкращий італійський час за всю історію) — Рекорд молодіжного чемпіонату Італії з плавання
- 7 серпня 2016 — італійська кадетський рекорд на дистанції 4x100 м на довгій воді з результатом 3'48"01

Тренувальна естафета: Ракеле КЕРАЧЧІ; Софія ЮРАШЕК; Сара БЕЗУС; Сімона КВАДАРЕЛЛА
- 8 серпня 2016 — італійська кадетський рекорд на дистанції 4X200  з результатом 8'13"19

Тренувальна естафета: Ракеле КЕРАЧЧІ; Софія ЮРАШЕК; Вероніка САНТОНІ; Сімона КВАДАРЕЛЛА

### Рекорди чемпіонату Італії з плавання
- 27 листопада 2016 — італійський рекорд на дистанції 1500 м на короткій воді з результатом 15'49"92 — італійський рекорд з плавання
- 28 січня 2018 — італійський рекорд на дистанції 1500 м на короткій воді з результатом 15'47 "33 - італійський рекорд з плавання (десятий найкращий результат у світі)

## Міжнародні змагання
| Рік  | Змагання                          | Місце      | Дистанція             | Результат | Час      | Примітки |
| ---- | --------------------------------- | ---------- | --------------------- | --------- | -------- | -------- |
| 2014 | Чемпіонат Європи                  | Дордрехт   | 800 м вільним стилем  |           | 8'40"21  |          |
| 2014 | Чемпіонат Європи                  | Дордрехт   | 1500 м вільним стилем |           | 16'30"37 |          |
| 2014 | Олімпійський турнір з плавання    | Нанкін     | 800 м вільним стилем  |           | 8'35"39  |          |
| 2015 | Чемпіонат світу                   | Сінгапур   | 800 м вільним стилем  |           | 8'29"79  |          |
| 2015 | Чемпіонат світу                   | Сінгапур   | 1500 м вільним стилем |           | 16'05"61 |          |
| 2017 | Мундіаль                          | Будапешт   | 1500 м вільним стилем |           | 15'53"86 |          |
| 2017 | Універсіада                       | Тайбей     | 800 м вільним стилем  |           | 8'20"54  |          |
| 2017 | Універсіада                       | Тайбей     | 1500 м вільним стилем |           | 15'57"90 |          |
| 2017 | Чемпіонат Європи на короткій воді | Копенгаген | 800 м вільним стилем  |           | 8'16"53  |          |
| 2018 | Середземноморські ігри            | Таррагона  | 400 м вільним стилем  |           | 4'05"68  |          |
| 2018 | Середземноморські ігри            | Таррагона  | 800 м вільним стилем  |           | 8'21"44  |          |